# Urostoma
Das Urostoma (v. griechisch στὁμα Stoma „künstlich geschaffener Spalt“, „Mund“ oder „Öffnung“, auch „Künstlicher Blasenausgang“) ist eine chirurgisch herbeigeführte, dauerhafte Ausleitung des Urins durch die Haut zur Kontinuitätserhaltung der Harnableitung. Die entsprechende Operation heißt Urostomie und wird meist von einem Urologen durchgeführt.
Die Anlage eines Urostoma wird erforderlich, wenn das harnableitende System nicht mehr in der Lage ist, Urin nach außen abzugeben. Dazu kann es beispielsweise kommen, wenn die Harnblase als Reservoir nicht erhalten werden kann oder die Harnwege geschädigt sind oder stillgelegt bzw. entfernt werden müssen. Mögliche Ursachen hierfür können angeborene Fehlentwicklungen, Atresien, Stenosen der Harnwege, Nervenschädigungen, Tumoren, aber auch erworbene Ursachen, wie beispielsweise Folgen einer Strahlentherapie, eines operativen Eingriffs oder auch Verletzungen sein.

## Operationsverfahren

### Harnleiter-Hautableitung
Je nach Erkrankung werden einer oder beide Harnleiter einzeln liegend (Ureterocutaneostoma, Harnleiterhautfistel) oder miteinander verbunden (Transureteroureterocutaneostoma, TUUC) durch die Bauchdecke nach außen geleitet. Die Anlage einer Harnleiter-Hautableitung kann als minimalinvasive Therapie durchgeführt werden. Die dadurch entstehende Öffnung (Stoma) liegt flach in der Bauchdecke, neigt häufig zu Vernarbung und Verengung und muss gegebenenfalls mit einem Dauerkatheter (Hohlschiene) offen gehalten werden. Dieser Schlauch fixiert sich selbst im Nierenbecken mit seinem Pigtail-Ende, muss aber alle 6–8 Wochen durch den Urologen gewechselt werden.
Bei beidseitiger Ureterocutaneostomie müssen beide Fisteln mit je einem Versorgungssystem versehen werden, das den beständig ablaufenden Urin in einem Beutel auffängt. Die Urostomie wird von einem Facharzt für Urologie operativ angelegt.

### Conduit

Schematische Darstellung eines Ileumconduits

Bei dieser Stoma-Art (Conduit; von lat. conducere, ‚leiten‘, ‚zusammenführen‘) wird ein 12 bis 15 Zentimeter langes Stück des Darms abgetrennt, und beide Harnleiter werden in dieses stillgelegte Darmteil eingenäht. Der Chirurg verschließt das Darmstück an einer Seite, das andere Ende wird als Stoma im Unterbauch ausgeleitet und leicht vorstehend in die Bauchdecke eingenäht. Somit dient das abgetrennte Darmstück als künstliche Verbindung zwischen den Harnleitern und der (Ober-)Haut (Stratum disjunctum). In der ersten Zeit nach der Operation sorgen Harnleiterschienen – Harnleitersplints – dafür, dass die inneren Nähte gut abheilen können und eine gleichmäßige Harnausscheidung gewährleistet ist. Die Splints werden in der Regel noch während des Krankenhausaufenthaltes entfernt.

Äußerlich ähnelt ein Conduit einem Enterostoma (künstlicher Darmausgang).
Man unterscheidet je nach verwendetem Darmabschnitt ein Ileum-Conduit (Verwendung eines Abschnitts des Krummdarms) und ein Colon-Conduit (Verwendung eines Grimmdarmabschnitts). Ein Conduit muss, wie auch die Harnleiter-Hautableitung, mit einem äußerlich liegenden Beutelsystem versorgt werden, weshalb man das Conduit-Verfahren auch als Blasenersatz mit Kontinenzverlust bezeichnet.

### Feuchte Colostomie
Die Anlage einer feuchten Colostomie kommt in Betracht, wenn die Blase und das Rektum gleichzeitig als Ausscheidungsorgane entfallen. Der Grimmdarm (Colon) wird dabei doppelläufig ausgeleitet. Der orale Schenkel führt dem Stoma Stuhl zu, in den aboralen, blind verschlossenen Schenkel werden die Harnleiter implantiert. Aus dem doppelläufigen Stoma entleert sich ein Gemisch aus Urin und Stuhl.

### Kontinente Urostomie
Bei diesen Urostomien dient ein aus verschiedenen Darmteilen (nur Dünndarm oder aus Dünndarm- und Dickdarmteilen) geschaffener Beutel (Pouch) als inneres Urin-Reservoir (Neoblase), das in einem dicht schließenden Stoma im Unterbauch oder im Bauchnabel mündet. Je nach verwendeten Darmteilen und eingesetzter Technik wird von Kock-Pouch, Mainz-Pouch, Indiana-Pouch usw. gesprochen. Die Entleerung des Reservoirs erfolgt durch den Patienten mittels Katheterismus direkt in die Toilette (meist 3-4 stündlich, auch nachts).

## Mögliche Risiken und Komplikationen
Während der Operation kann es in seltenen Fällen zu Verletzungen am Darm, an Nachbarorganen oder Gefäßen kommen. Auch Urinleckagen sind möglich. Wird eine Nahtverbindung am Darm undicht, können sich schwerwiegende Folgen wie Bauchfellentzündung, Blutvergiftung, Darmlähmung (Darmatonie), Darmverschluss und anderes entwickeln. Insbesondere infolge von Infektionen können sich in seltenen Fällen Fisteln bilden.
Unvorhersehbare Umstände wie ausgedehnte Verwachsungen im Bauchraum oder anatomische Besonderheiten können eine Änderung oder Erweiterung der geplanten Operation erfordern.
Als spezielle Stoma-Komplikationen sind unter anderem der Rückzug des Stomas unter das Hautniveau (Retraktion), Vorfall des Stomas (Prolaps) sowie Bauchbruch (Hernie) zu benennen.
Ein Stoma ist empfindlich, so dass es bei Berührung zu einer leichten Blutung kommen kann, was nicht besorgniserregend ist. Ernsthafte Blutungen benötigen demgegenüber eine ärztliche Untersuchung. Eine Schwarzfärbung des Stomas kann auf eine beginnende Nekrose hindeuten, die sofortiger Behandlung bedarf.
Beim Conduit kann es besonders in der ersten Zeit nach der Operation zu einer verstärkten Schleimbildung kommen. Das kleine Darmstück, an das die Harnleiter angeschlossen wurden, produziert weiterhin Schleim. Dieser taucht dann im Urin auf, was unbedenklich ist und mit der Zeit nachlässt. Verstärkt sich die Schleimbildung innerhalb kurzer Zeit, sollte sichergestellt werden, dass die Veränderung nicht auf eine Harnwegsinfektion zurückgeht.
Insbesondere die Methoden der Harnleiter-Hautableitung bietet wegen der beständig liegenden Schiene Potenzial für weitere Komplikationen. Krankheitsauslösende Keime können von der äußeren Haut an der Schiene entlang rasch zum Nierenbecken aufsteigen. Langfristig kann die Nierenfunktion deshalb durch beständig neu oder wieder auftretende Infektionen eingeschränkt werden. Die Schiene fördert den anfallenden Urin nicht komplett. Reste laufen neben dem Schlauch im Harnleiter nach unten und treten an dessen Mündungsstelle aus, wodurch es zu Reizungen kommen kann. Beim Wechsel der Versorgung besteht zudem immer das Risiko, dass die Schiene verrutscht.
Bei der Versorgung des Conduits und auch beim Selbstkatheterisieren verursachen vor allem Fäkalkeime, die vom Betroffenen aus der eigenen Analregion per Schmierinfektion übertragen werden, für ähnliche Probleme. Insgesamt kommt es allerdings seltener zu Infektionen.
Entwickelt der Betroffene Fieber, muss immer auch an einen Harnwegsinfekt gedacht werden.
Eine regelmäßige Betreuung durch einen Enterostomatherapeuten kann helfen, Komplikationen vorzubeugen und wichtige Fragen zu klären. Entsprechende Ansprechpartner können über die FgSKW Fachgesellschaft Stoma Kontinenz Wunde e. V. oder über die Deutsche ILCO e. V. gefunden werden.

## Die Stoma-Versorgung
Eine Stomaversorgung besteht immer aus einer auf der Bauchdecke aufzuklebenden Basisplatte und einem daran befestigten Beutel, der der Aufnahme der Ausscheidungen dient. Man unterscheidet ein- und zweiteilige Systeme. Bei den einteiligen Systemen sind Basisplatte und Beutel fest miteinander verbunden und können nur gemeinsam gewechselt werden. Zweiteilige Systeme sind dadurch gekennzeichnet, dass Basisplatte und Beutel getrennte Einheiten darstellen, was bedeutet, dass die Platte geklebt wird und der Beutel nachträglich mittels Rastring oder Klebefläche damit verbunden wird. Das zweiteilige Versorgungssystem ermöglicht einen Verbleib der Platte auf dem Bauch, wenn der Beutel aus Hygienegründen gewechselt wird. Die Basisplatte verbleibt 3-5 Tage auf dem Bauch und der spezielle Urostomiebeutel wird regelmäßig alle 24 bis 48 Stunden gewechselt.
Bei der Versorgung einer Urostomie werden nur spezielle Urostomiebeutel mit Ablassöffnung (so genanntes offenes System) verwendet, die zur Vermeidung von Infektionen auch mit einer Rücklaufsperre versehen sein müssen. Durch die Ablassöffnung am unteren Ende des Auffangbeutels wird der im Beutel aufgefangene Urin entleert. Über Nacht sorgt die Verbindung mit einem Nachtbeutel dafür, dass der Urostomiebeutel in horizontaler Körperhaltung leer bleibt.
Der Hautbezirk rund um das Stoma wird nach dem Entfernen der alten Versorgung nur mit Wasser und Kompressen gereinigt, danach das neue System aufgebracht. Mit feinen Scheren oder Einmalrasierern können Haare um das Urostoma herum entfernt werden. Nach individuellem Zuschnitt der Öffnung in der Basisplatte wird die neue Versorgung aufgeklebt. Wichtig dabei ist die Passgenauigkeit des Zuschnittes, damit die Platte nicht von Urin unterwandert wird.
Die Verwendung einer konvexen Versorgung sorgt für ein höheres Maß an Abdichtung, wenn beispielsweise ein Conduit in oder gar unter Hautniveau angelegt wurde. Im Allgemeinen wird die Hautschutzplatte max. 2-3 Tage auf der Haut belassen. Bei längeren Intervallen ist das Material durch den Urin aufgequollen und schützt die Haut nicht mehr. Entzündungen der Haut mit nachfolgender Vernarbung und auch aufsteigende Harnwegsinfekte können die Folge zu seltener Versorgungswechsel sein.
Zur Vermeidung von Keimverschleppungen sollten Urostomiepatienten nur mit kompletter Versorgung baden und diese anschließend wechseln.
Zur Vorbeugung gegen Infektionen ist es oberstes Gebot, ausreichend zu trinken.

## Sport, Beruf und sonstige Aktivitäten
Ein gut angelegtes Stoma schränkt das Leben kaum ein. Sport, Beruf und sexuelle Aktivitäten sind ganz normal möglich. Um einer Hernie vorzubeugen, sollten jedoch nicht wesentlich mehr als 10 kg gehoben werden. Sportarten mit Körperkontakt wie beispielsweise Kampfsport gefährden das Stoma. Im Fachhandel gibt es spezielle Bauchbinden, Schutzkappen und Schwimmgürtel, die das Stoma und die Stomaversorgung bei Sport oder im Beruf zusätzlich schützen können.
Eine Schwangerschaft birgt für Stomaträgerinnen die gleichen Risiken wie für jede andere Frau auch. Viele junge Stomaträgerinnen erleben eine völlig komplikationslose Geburt. Einschränkungen gibt es hier nur auf Grundlage der Vorerkrankung oder bei Anlage eines doppelläufigen Stomas.
Unter Vorlage eines Schwerbehindertenausweises oder einer ärztlichen Bescheinigung können Stomaträger beim CBF Darmstadt e. V. den sog. Euroschlüssel käuflich erwerben. Der Schlüssel passt an Autobahntoiletten, an Behinderten-Toiletten vieler Städte in der Bundesrepublik, in Österreich, der Schweiz und bereits in einigen weiteren europäischen Ländern. Ein hygienischer Plattenwechsel in sauberen sanitären Anlagen ist dadurch jederzeit möglich.
Bei Fernreisen empfiehlt es sich, das vom Selbsthilfeverband der europäischen Stomaträger entworfene internationale Reise-Zertifikat vom Arzt unterzeichnen zu lassen. Es klärt ausländische Behörden und das Flughafenpersonal über das Stoma auf und verhindert, dass die Stomaversorgung zwecks Kontrolle ohne Anwesenheit eines Arztes vom Bauch genommen wird. Auf Reisen sollte zudem die doppelte Menge an Versorgungsmaterialien mitgenommen werden, da es zu kleineren Umstellungsproblemen kommen kann. Die Mitnahme im Handgepäck stellt sicher, dass die Versorgungsmaterialien selbst dann am Urlaubsort eintreffen, wenn der Koffer einen Umweg macht.